# Arlington (Georgia)
Arlington – miasto w Stanach Zjednoczonych, w stanie Georgia, w hrabstwie Early.